# 崔麟 (跨栏运动员)
崔麟（约1942年—），男，中国跨栏运动员。他曾在伊朗德黑兰进行的1974年亚洲运动会中获得男子110米栏金牌，是第一位获得亚运该项目冠军的中国选手。